# 朴燦鍾

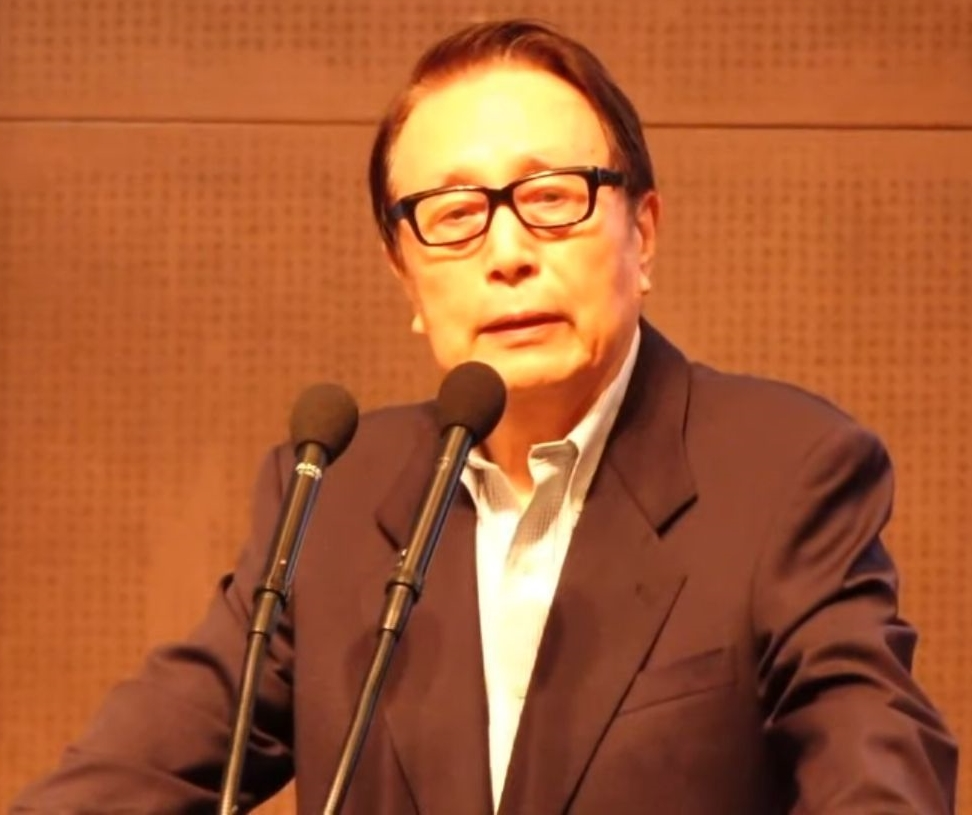
朴燦鍾

朴 燦鍾（パク・チャンジョン、朝鮮語: 박찬종、1939年4月19日 - ）は、大韓民国の政治家、法曹、弁護士、公認会計士、海軍軍人。第9・10・12・13・14代韓国国会議員。
本貫は密陽朴氏。号は尤堂（ウダン、우당）。

## 経歴
釜山出身。ソウル大学校商科大学経済学科卒、東国大学校経営学修士課程修了。高試行政・公法科、米国公認会計士試験合格。元韓国公認会計士会会長。政界入り後は国会議員5期を務めたほか、民主共和党釜山市第3地区党委員長、民主化推進協議会人権擁護委員長、統一民主党政策議長、野圏統合推進会共同代表、民主党副総裁などを務めた。
1992年の大統領選挙に新政党の候補として出馬し、6.4%の得票率で4位を記録した。
1996年2月、新韓国党首都圏選挙対策委員長を務めた。統営市・固城郡選挙区の遊説中に「元大統領の全斗煥と盧泰愚を司法処理しなかったら、全羅道のデモ隊がデモを継続し、国家危機に突入する」と話したが、地域対立を助長するため非難を受けた。